# Comune distrettuale di Klaipėda
Il comune distrettuale di Klaipėda è uno dei 60 comuni della Lituania, situato nella regione della Samogizia/Lituania minore.